# Tímea
Tímea  è un nome proprio di persona ungherese femminile.

## Varianti
- Femminili: Timea

## Origine e diffusione
È stato creato dallo scrittore ungherese Mór Jókai per un personaggio della sua opera L'uomo d'oro (Az arany ember), del 1873. Alla base del nome sembra esserci il termine greco antico ευθυμια (euthymia), "serenità", "buon animo", il che lo renderebbe analogo per significato ai prenomi Eutimio e Serena.
Si noti che il nome è facilmente confondibile con Timea, la forma femminile dell'italiano Timeo.

## Onomastico
Non esistono sante che portano questo nome, quindi è adespota. L'onomastico può essere festeggiato in occasione di Ognissanti, il 1º novembre. In Ungheria un onomastico laico è fissato al 3 maggio.

## Persone

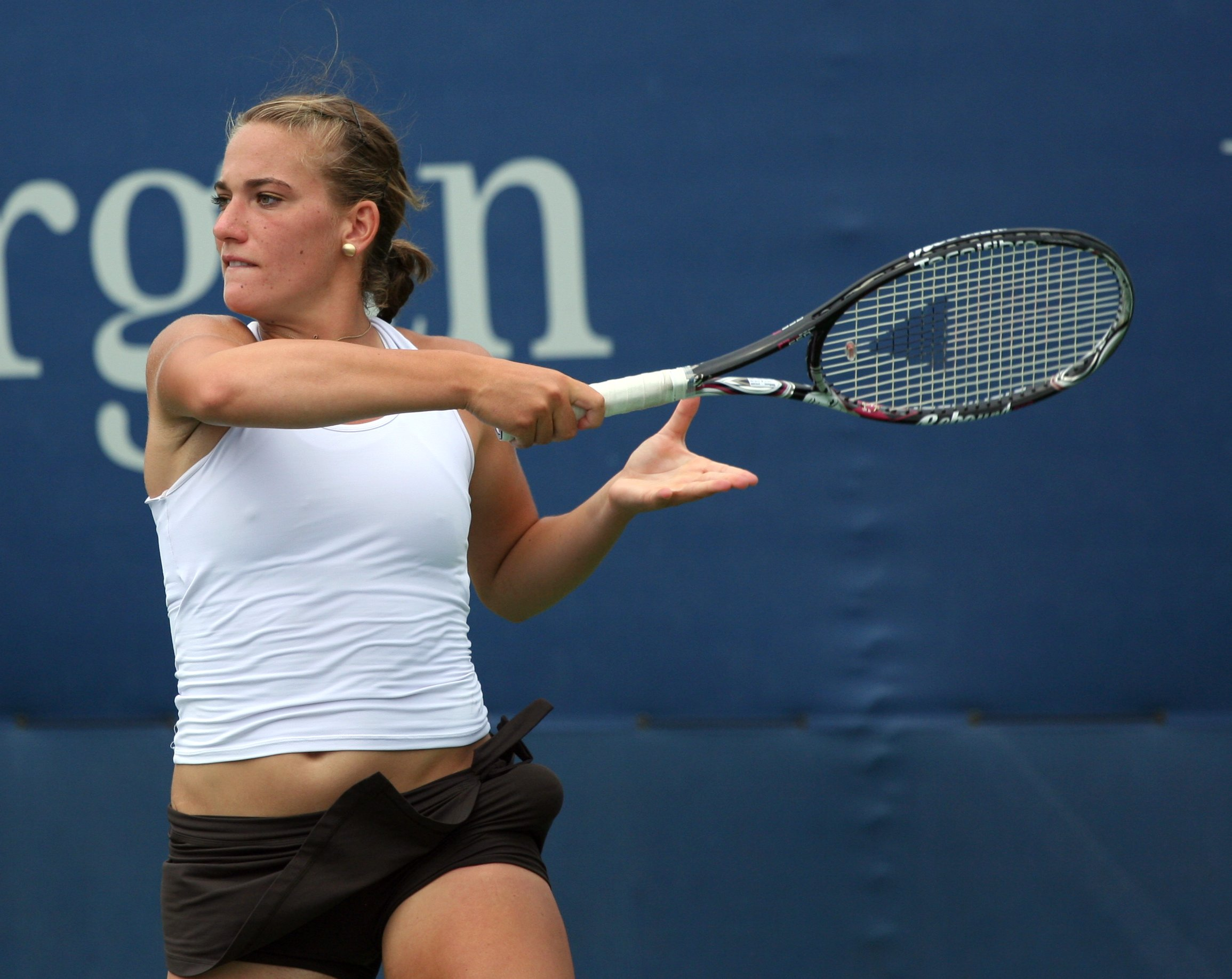
Tímea Babos

- Tímea Babos, tennista ungherese
- Tímea Nagy, schermitrice ungherese

### Variante Timea
- Timea Bacsinszky, tennista svizzera
- Timea Vagvoelgyi, pornoattrice ungherese